# 助太刀09
『助太刀09』（すけだちないん）は、岸本聖史による日本の漫画作品。スクウェア・エニックスの『月刊少年ガンガン』とウェブコミック配信サイト『ガンガンONLINE』にて毎月第3週更新で連載された。

## 解説
遺族の代わりに、被害者が殺された時と同じ方法で加害者への仇討ちを行う、特別司法警察 特殊執行隊（通称：助太刀人）に所属する9人の活躍を描いた漫画作品。

## あらすじ
今より未来の日本、増加する凶悪犯罪と人口減少を食い止めるため、政府は明治初期まで存在したある制度を復活させた。それは仇討死刑。凶悪犯罪を犯した者を被害者と同じ方法で死刑にすることで犯罪の抑制を行うというものである。これは遺族に代わって仇討を行う助太刀人達の物語である。

## 登場人物

### 助太刀人
織田 カムイ(おだ かむい)
助太刀人No.0。助太刀人たちのリーダー。50歳。元傭兵。
堀部 こまつ(ほりべ こまつ)
助太刀人No.1。助太刀人の長老的人物。1世紀以上生きていることは確かだが、経歴などは謎が多い。気配を消すことに長けており、知らない人には突然現れたように感じる。
桜田 和成(さくらだ かずなり)
助太刀人No.2。44歳、A型。織田の副官的存在。仇討死制度のみならず、死刑制度を肯定的にとらえている。
萩原 吉彦(はぎわら よしひこ)
助太刀人No.3。36歳、AB型。若くして執刀の神と讃えられた元天才医師。移植の心臓を待つ入院患者を救うために事故で運ばれた大学生をあえて見殺しにしたという疑いをかけられ、その父親に刺されたという過去を持つ。
近松 狂弦(ちかまつ きょうげん)
助太刀人No.4。常に仮面をつけている謎の男。他の助太刀人ですらその素顔を知らないが、一度だけ外れた時の周りの反応から、かなりのイケメンの様子。都合が悪くなると寝る癖があるが、狸寝入りであることも多い。
日野村 のぼる(ひのむら のぼる)
助太刀人No.5。常に2体の人形を持つ巨漢の男。純真な心と怪力を持つとされる。
中谷 雪(なかたに ゆき)
助太刀人No.6。25歳、O型。生まれつき全盲だが、周囲の音の反射や周波数などによる高い空間認識と匂いによる個人の識別を行い、高い機動力を活かした仇討を行う。裕福な家に生まれ、両親から愛情を受けて育ったが、彼女に嫉妬した家政婦により両親を殺された過去を持つ。その際臭いで赤の存在を知り、一時は赤色を恐れていたが、功太の助言を受け、過去に向き合えるようになった。
山岸 優二(やまぎし ゆうじ)
助太刀人No.7。本作の主人公。24歳、O型。普段は神経質ながらものんびり屋で比べたがりだが、仇討の仕事に対しては真摯に取り組む。助太刀人であるだけの残忍さもあるが彼なりの正義感を持ち仇討死刑対象者であっても同情できる相手であれば情を見せる事もある。火事により手足を失い、他者の手足を移植された過去を持つ。そのため手足の痛覚がなく、手足を犠牲にした仇討をすることが多い。
小泉 涼子(こいずみ りょうこ)
助太刀人No.8。23歳、A型。仇討死制度ができるきっかけとなったAA事件の唯一の生き残り。身体の関節を自由に外し、鞭のようにしなる体術を使う。事件の後遺症で極度の男嫌いで自然に笑うことができない。
清寺功太(きよでら こうた)
助太刀人No.9。21歳、B型。母を失い父に捨てられたため祖父に育てられたが、突然戻ってきた父が祖父を殺害し、父を鉛筆で刺殺した結果、児童養護施設に入所したという過去を持つ。祖父の影響で犯罪者以外とは誰とでも共感しやすい。
羽柴 秀喜(はしば ひでき)
前助太刀人No.7。享年24歳。両親を殺され、閉じ込められていた過去を持ち、格子の向こうに見えた百合の花を希望にしていたため、常に百合の造花を持ち歩いており、織田からも百合の花のような男だったと言われる。仇討反対論者の組織の罠に嵌り、遺族を救うために自刃した。
獅子度 哲(ししど てつ)
仇討で使う道具などの製作を行う仇討場内特殊製作部の主任。60歳。道具に対して愛情を持っており、凶器という言葉を嫌うが、妻が愛用していた道具で強盗に殺されたという過去を持つ。

### 警察・政府関係者
奥村 健士(おくむら けんじ)
警視庁警視監。45歳。織田と共に仇討法設立に尽力した人物。趣味のビリヤードに関する例えをすることが多い。
鬼束 一(おにづか はじめ)
元の司法官の現法務大臣。名前と髪型から鬼と呼ばれることが多い。
魅輪 紫狼(みわ しろう)
特別検死官の女性。68歳。解剖学の天才といわれ、仇討の対象と成りえる事件の検死を行うことが多い。

### 一般人
柳瀬 春香(やなせ はるか)
優二の大学からの友人でジャーナリスト。24歳。仇討法に疑問を抱いており、自らの取材テーマとしているが、優二が助太刀人であることは知らない。仇討法に関する事件で命の危機にあった時に桜田に助けてもらったことから、名前は知らないが桜田が助太刀人であることは知っている。

### 犯罪者
神蜱 悟(かんだに さとる)
仇討法制定のきっかけとなったAA事件の犯人。天歳教という宗教の信者で、母親を穢れた悪魔とみなし、母親を殺そうとしたが逃げられ、追いかけた先にあった女子高にて少女たちを彼の母親と同じような存在とみなして殺したが、涼子のことだけは天使と認識して崇めた。絞首刑となったが、最期まで反省の色を見せなかったため、遺族によって遺体を斬り刻まれた。
亜九津 元(あくつ げん)
3年前に仇討の返り討ちを行った男。仇討反対論者の組織に所属しており、仇討制度に関わった人間を殺した。その遺族から仇討の申請をされたが、仇討場内で無線を作り外の仲間と連絡を取り、遺族を人質に取ることで羽柴を自刃へと追いやった。作中で3年の期間が過ぎ、安楽死を迎えた。

## 用語解説
仇討死刑
増加する凶悪犯罪と人口減少を食い止めるために2015年に制定された法律。犯罪の加害者を被害者と同じ手段、方法で殺すというもの。刑法第11条の2となっており、最上級の死刑となっている。この法律制定のために憲法36条が改正されている。凶悪犯罪抑制へとつながっている。遺族から申請があった場合、厳正な審査の末に助太刀人によって遺族1人立会いの元執行される。被害者が複数で、申請が複数ある場合は遺族会談というものが行われ、最もふさわしいと思われる遺族のみが立ち会うことができる。加害者が複数の場合は主犯格、もしくは死刑に値する行為を行った者に執行される。死刑囚と助太刀人の1対1の決闘であり、死刑囚が助太刀人を返り討ちにした場合は3年の恩赦と安楽死の権利が与えられる。死刑囚はどのような手段で助太刀人を殺してもいいが、助太刀人は被害者と同じ方法でしか殺してはいけない。その点では助太刀人の方が不利であるが、あらかじめ人形やトリモチなどの小道具などを事前に用意できる助太刀人の方が全体的には有利であり、現在まで返り討ちが発生したのは亜九津元の1件のみ。
助太刀人
遺族に代わって仇討を実行する特別司法警察の特殊執行隊。いずれも過去に凄惨な事件を経験しており、被害者ならびにその遺族へ共感を抱いている。つぶれた航空会社の倉庫を事務所としている。
仇討場
仇討死刑が執行される特殊な施設。過疎化が進んだ一都市を高架や高い構造物などを利用した40mの壁で覆っており、広さは23平方mで電気、ガス、水道などのラフラインは生きている。
AA(Advent Angel)事件
仇討死刑制定のきっかけとなった事件。天歳教の信者である神蜱悟が母親を穢れた悪魔とみなし殺そうとし、母親と同じと判断した複数の女子生徒を殺めた事件。涼子はこの時、唯一神蜱に天使とみなされ、穢されはしたが命は取り留めた。神蜱は絞首刑となったが、裁判でも反省している様子がなかったため遺族の怒りを買い、遺族が葬儀の場に乱入、神蜱の遺体を斬り刻み、居合わせた母親も殺した。

## 書誌情報
- 岸本聖史 『助太刀09』、スクウェア・エニックス、全5巻
  1. 2015年7月30日発売[1]、ISBN 978-4-7575-47049
  2. 2015年7月30日発売[2]、ISBN 978-4-7575-4705-6
  3. 2015年11月21日発売[3]、ISBN 978-4-7575-4795-7
  4. 2016年3月22日発売[4]、ISBN 978-4-7575-4907-4
  5. 2016年9月21日発売[5]、ISBN 978-4-7575-5073-5